# Bart Van den Eede
Bart Van Den Eede (Moerzeke, 3 november 1977) is een voormalig  Belgisch voetballer.
Van Den Eede speelde lang voor KSK Beveren voordat hij naar Nederland ging. In Nederland speelde hij met wisselend succes bij verschillende clubs. In 2006 keerde hij terug naar België, waar hij eerst voor KVC Westerlo en daarna voor FCV Dender EH ging spelen. In januari 2010 werd hij verhuurd aan het Nederlandse FC Eindhoven. In juni dat jaar verliet hij die club, hij niet akkoord raakte met een aanbieding van FC Eindhoven. Hij keerde terug naar België, waar hij in 2010/11 ging spelen in de provinciale reeksen bij FC Mariekerke. Deze neo-eersteprovincialer behaalde op het einde van dat seizoen voor het eerst promotie naar Vierde klasse waarna hij stopte met voetballen.

## Carrière
| Seizoen | Club                          | Wedstrijden | Doelpunten | Competitie                        |
| ------- | ----------------------------- | ----------- | ---------- | --------------------------------- |
| Jeugd   | Robur Moerzeke en RC Mechelen | -           | -          | België                            |
| 1994/00 | KSK Beveren                   | 114         | 30         | Eerste Klasse en Tweede Klasse    |
| 2000/02 | FC Den Bosch                  | 65          | 37         | Eerste divisie en Eredivisie (NL) |
| 2002/03 | NAC                           | 23          | 2          | Eredivisie (NL)                   |
| 2003/04 | Willem II                     | 26          | 6          | Eredivisie (NL)                   |
| 2004/05 | NAC Breda                     | 13          | 0          | Eredivisie (NL)                   |
| 2004/06 | N.E.C.                        | 20          | 5          | Eredivisie (NL)                   |
| 2006/08 | KVC Westerlo                  | 32          | 9          | Eerste Klasse                     |
| 2008/09 | FCV Dender EH                 | 19          | 2          | Eerste Klasse                     |
| 2009/10 | FC Eindhoven                  | 13          | 2          | Eerste divisie (NL)               |
| 2010/11 | FC Mariekerke                 | -           | -          | Eerste Provinciale Antwerpen      |
| Totaal  |                               | 325         | 93         |                                   |